# Oxalidales
Oxalidales is een botanische naam, voor een orde van tweezaadlobbige planten; de naam is gevormd vanuit de familienaam Oxalidaceae. Een orde onder deze naam wordt eigenlijk zelden erkend door systemen van plantentaxonomie, maar wel door het APG-systeem (1998) en het APG II-systeem (2003). Volgens APG II is de indeling van de orde als volgt:
- orde Oxalidales
  - familie Brunelliaceae
  - familie Cephalotaceae
  - familie Connaraceae
  - familie Cunoniaceae
  - familie Elaeocarpaceae
  - familie Oxalidaceae (Klaverzuringfamilie)

Dit is een lichte verandering ten opzichte van APG (1998), dat deze samenstelling hanteerde:
- orde Oxalidales
  - familie Cephalotaceae
  - familie Connaraceae
  - familie Cunoniaceae
  - familie Elaeocarpaceae
  - familie Oxalidaceae
  - familie Tremandraceae

De familie Tremandraceae wordt in APG II niet meer erkend: de betreffende planten worden opgenomen in de familie Elaeocarpaceae.
De APWebsite [7 okt 2009] hanteert dezelfde omschrijving als APG II, maar met één uitbreiding:
- orde Oxalidales
  - familie Brunelliaceae
  - familie Cephalotaceae
  - familie Connaraceae
  - familie Cunoniaceae
  - familie Elaeocarpaceae
  - familie Huaceae
  - familie Oxalidaceae

In het Cronquist-systeem (1981) bestaat niet een orde onder deze naam: daar worden deze families geplaatst in de orde Rosales, behalve de familie Oxalidaceae (in de orde Geraniales), de familie Elaeocarpaceae (in de orde Malvales) en de familie Tremandraceae (in de orde Polygalales).